# Apoptose
Apoptose (af græsk απόπτωσις, dvs. apo = "fra" + ptosis = "fald", heraf brugt om løvfald) er et begreb inden for cellebiologien, der betyder programmeret celledød (programmed cell death (PCD)). Udtrykket bruges oftest om celler, der dør spontant uden påvirkning udefra. Apoptose ses f.eks. ved væksten af en menneskehånd i fosterstadiet. Først ligner hånden en luffe, men senere i udviklingen dør en række celler i hånden, så der udvikles separate fingre. Dette er et meget godt eksempel på apoptosis, da det viser, at det er programmeret i generne, hvornår de forskellige celler skal dø. 
Apoptosen kan dog også opstå, når der er sket for mange mutationer i cellen, således den ikke kan fungere ordenligt mere. Der er forskere, der mener, at dette er den oprindelige betydning af apoptosis, mens andre går ind for en bredere anvendelse af udtrykket, som også dækker tilfælde, hvor starten på celledøden fremkaldes endokrint sådan, at nogle signaler aktiverer en række selvmordsproteiner i cellen.

## Eksterne links
- Researchers Just Measured The Speed Of Death To Solve A Scientific Mystery. IFLScience 2018